# Macrogonia
Macrogonia is een geslacht van vlinders van de familie venstervlekjes (Thyrididae).

## Soorten
- M. igniaria Herrich-Schäffer, 1855
- M. major Schaus, 1913